# Maureen Cox
Maureen Cox (Liverpool, 4 augustus 1946 – 30 december 1994) was de eerste vrouw van Ringo Starr, de drummer van The Beatles.
Cox en Starr ontmoetten elkaar in de Cavern club in Liverpool, waar de Beatles speelden. Cox was destijds een kapster in opleiding. Starr deed een aanzoek op 20 januari 1965. Later dat jaar trouwde het stel, maar scheidde weer in 1975 vanwege het overmatige drankgebruik en de affaires van Starr. Ook Cox liet zich in dit opzicht niet geheel onbetuigd; zo zou zij tijdens haar huwelijk met Starr een affaire met George Harrison hebben gehad. Cox en Starr hadden drie kinderen: Zak (1965), Jason (1967) en Lee (1970).
In 1976 ging Cox samenwonen met Isaac Tigrett (een van de oprichters van het Hard Rock Café), met wie ze in 1989 trouwde (één dochter: Augusta). Maureen stierf in 1994 aan leukemie, met haar vier kinderen, Tigrett, haar moeder en ook Ringo Starr aan haar bed.

## Trivia
- Maureen Cox zong in het achtergrondkoortje in de song "The Continuing Story of Bungalow Bill" van The Beatles.
- De eerste song die door Apple, de platenmaatschappij van The Beatles, werd uitgebracht was een in 1968 door Frank Sinatra opgenomen speciale versie van zijn song "The lady is a tramp". De song was een speciaal door Sammy Cahn voor de 22ste verjaardag van Maureen aangepaste versie van het origineel, met als veranderde regels "She married Ringo, and she could have had Paul/That's why the lady is a champ".
- Na Maureens dood schreef Paul McCartney ter nagedachtenis het liedje "Little Willow", dat hij aan haar kinderen opdroeg. Het nummer is te vinden op McCartneys album uit 1997, Flaming Pie.